# 스트로퀴르

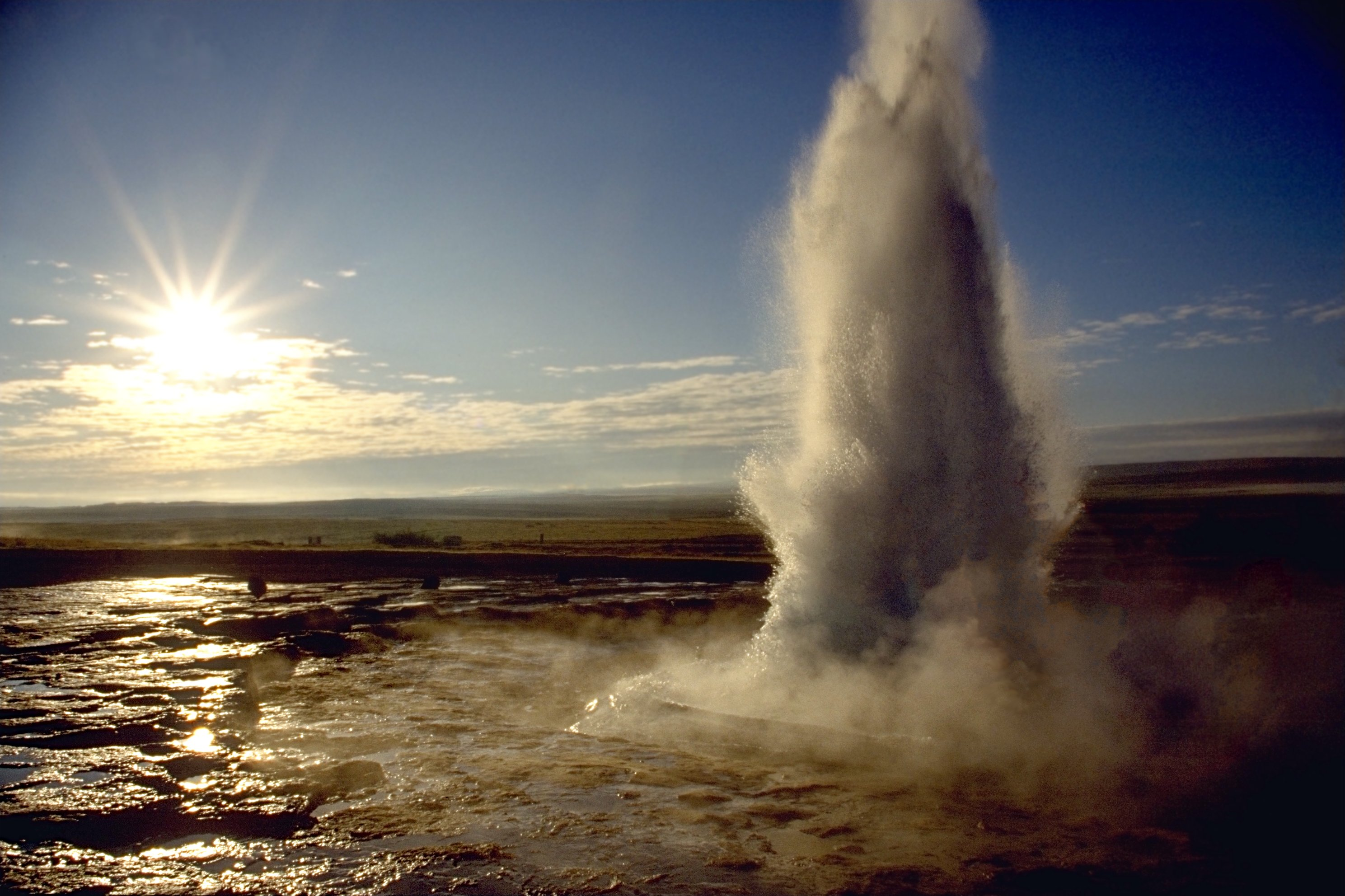
분출하는 스트로퀴르

스트로퀴르(아이슬란드어: Strokkur)는 아이슬란드 흐비타우 강 근처에 있는 간헐천이다. 스트로퀴르는 게이시르 간헐천에서 수백 미터 정도 밖에 떨어져 있지 않다. 현재는 불규칙하게 분출하는 게이시르와는 달리 거의 5 ~ 10분 간격으로 분출하여 끓는 뜨거운 물을 20미터 상공까지 뿜어낸다. 1810년에는 30분 간격으로 활발한 분출을 보였지만, 5년 후에 분출 간격은 6시간마다가 되었고, 1916년에는 분출이 갑자기 끊겨 버렸다. 19년 후인 1935년, 소량의 물이 배출되기 시작한 후 간헐천은 30분마다 다시 분출하기 시작했다.

## 같이 보기
- 아이슬란드의 지리
- 올드페이스풀 간헐천